# Street Angel
Street Angel – piąty album solowy wokalistki i kompozytorki Stevie Nicks. Wydany w 1994, album zadebiutował na 45 pozycji Billboard 200, a w pierwszym tygodniu od wydania sprzedał się w 38 tys. egzemplarzy. Krążek uzyskał status złotej płyty w Stanach Zjednoczonych. 

## Lista utworów
| Lp. | Tytuł                              | Muzyka i tekst                   | Czas |
| --- | ---------------------------------- | -------------------------------- | ---- |
| 1   | "Blue Denim"                       | Stevie Nicks, Mike Campbell      | 4:22 |
| 2   | "Greta"                            | Nicks, Campbell                  | 4:18 |
| 3   | "Street Angel"                     | Nicks                            | 4:09 |
| 4   | "Docklands"                        | Trevor Horn, Betsy Cook          | 4:47 |
| 5   | "Listen to the Rain"               | Nicks, Monroe Jones, Scott Crago | 4:33 |
| 6   | "Destiny"                          | Nicks                            | 5:00 |
| 7   | "Unconditional Love"               | Sandy Stewart, David Munday      | 3:20 |
| 8   | "Love Is Like a River"             | Nicks                            | 4:44 |
| 9   | "Rose Garden"                      | Nicks                            | 4:28 |
| 10  | "Maybe Love Will Change Your Mind" | Stewart, Rick Nowels             | 4:18 |
| 11  | "Just Like a Woman"                | Bob Dylan                        | 3:50 |
| 12  | "Kick It"                          | Nicks, Campbell                  | 4:25 |
| 13  | "Jane"                             | Nicks, Joel Derouin              | 4:59 |